# Замойская крепость

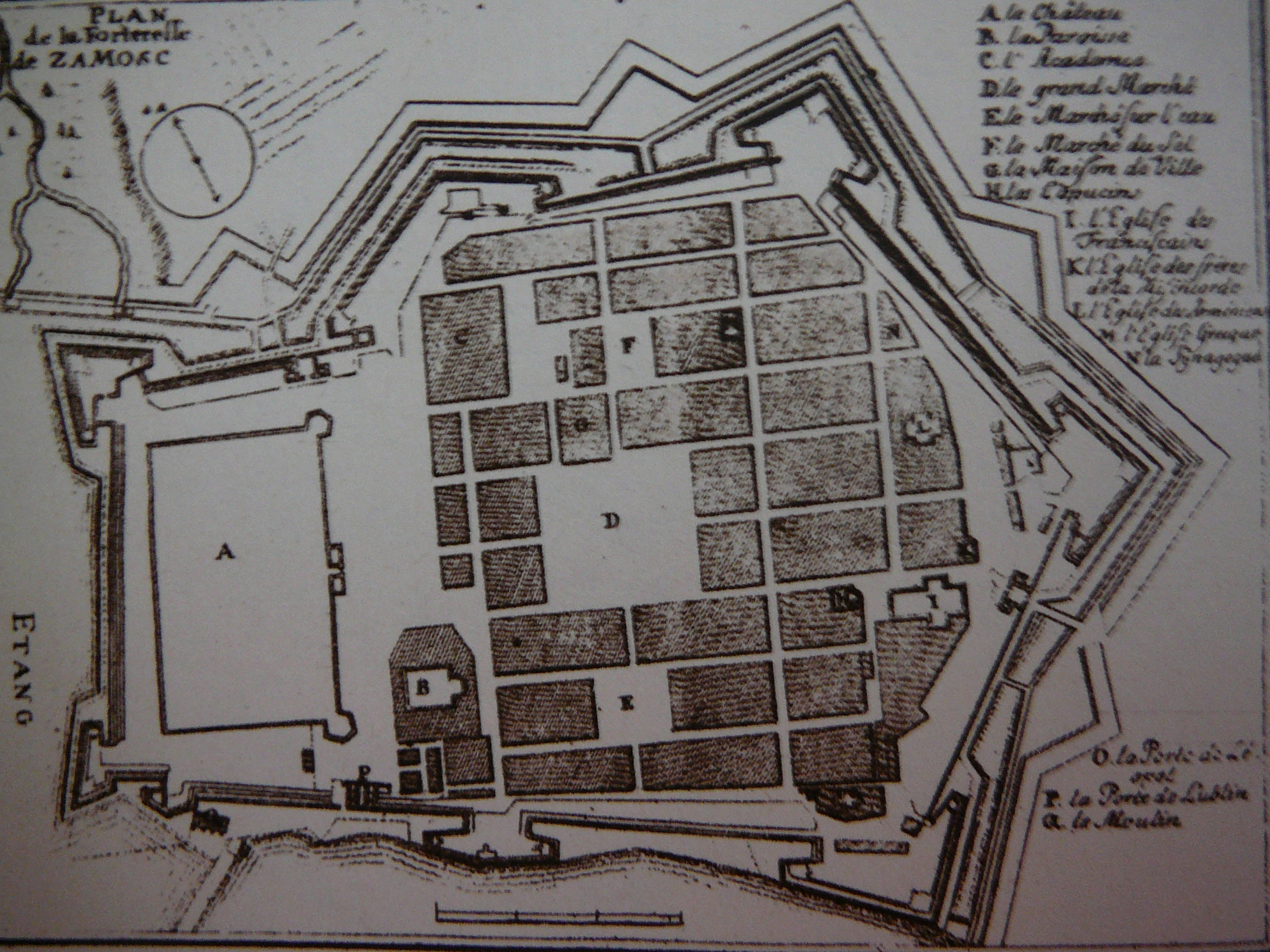
План крепости середины XVII века

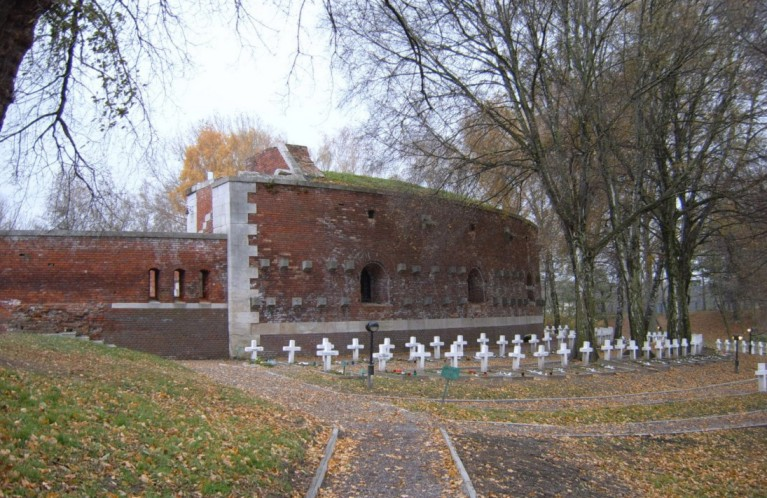
Один из сохранившихся фрагментов крепости, где ныне располагается музей.

Замойская крепость (пол. Twierdza Zamość) ― комплекс фортификационных сооружений, построенных вместе с городом Замосць (юго-восточная Польша). Была возведена между 1579 и 1618 годами, строительство было инициировано канцлером и гетманом Яном Замойским. Одна из крупнейших крепостей Речи Посполитой. Надёжность постройки позволила защитникам успешно противостоять атакам казаков и шведов во время Потопа. Была снесена в 1866 году, хотя некоторые её части сохранились.
За всю свою историю крепость прошла через шесть осад, первая из которых произошла в 1648 году во время восстания Хмельницкого. Восемь лет спустя она была окружена шведами, которые пришли туда ещё раз в 1703 году. Затем, в 1809 году крепость осаждала армия герцогства Варшавского, которая захватила её у австрийцев. Самая продолжительная осада состоялась в 1813 году, когда польский гарнизон в течение 8 месяцев защищал крепость от русских. Последняя осада прошла во время Ноябрьского восстания, когда Замосць стал последней точкой обороны поляков. Крепость была закрыта в 1866 году, когда она уже устарела.

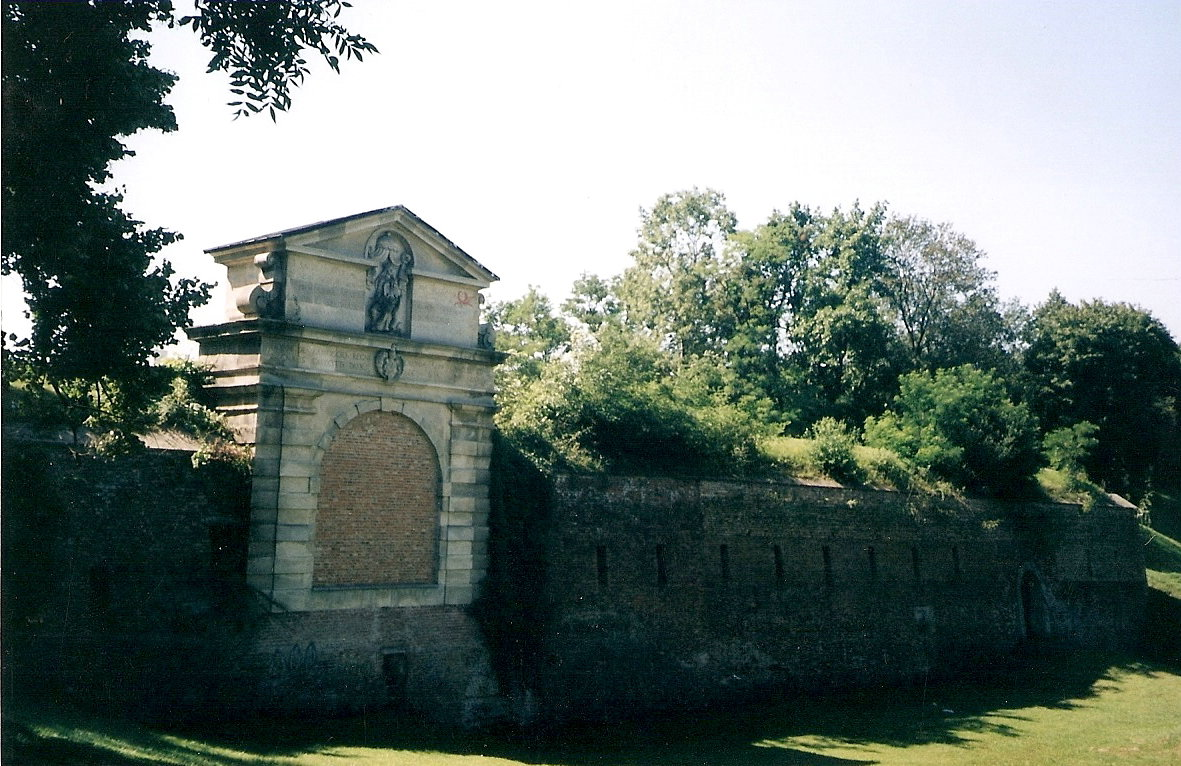
Люблинские ворота

## Строительство
Крепость Замосць является детищем канцлера Яна Замойского, который во второй половине XVI века решил основать новый город имени себя. Хартия об основании города была издана 3 апреля 1580 года.
Фортификация и город строились по проекту итальянского архитектора из Падуи, Бернардо Морандо. Он решил воспользоваться двумя местными речками — Топорница и Лабунька, чьи воды заполнили крепостной ров.
Первый замок был построен в 1579 году. В последующие годы были возведены дополнительные постройки — арсенал (1582), Люблинские ворота (1588), Львовские ворота (1599) и Щебжешинские ворота, завершённые в 1603 году Блезом Гоцманом. Все ворота были с подъёмным мостом. Весь комплекс был завершён в 1620 другим итальянским архитектором, которого звали Андреа делль'Аква, которому помогали Ян Вольф и Ян Ярошовиц. Крепость была возведена в форме семиугольника, с семью бастионами, расположенными примерно в 200 метрах друг от друга, так как именно на это расстояние била артиллерия XVII века. Крепость, с её впечатляющими кирпичными стенами, была 12 м в высоту и 2,5 м толщиной. На момент своей постройки фортификация была одной из самых современных и крупнейших опорных пунктов Речи Посполитой, вместе с Каменец-Подольским.
В 1683 году архитектор Ян Михаил Линк начал модернизацию крепости, которая проводилась вплоть до 1694 года. Стены были укреплены, и два небольших бастиона были заменены на один большой. После этих работ крепость не расширялась до 1809 года, когда правительство герцогства Варшавского выделило средства на её укрепление. Были размещены новые ворота, двое старых ворот были замурованы, бастионы были увеличены. Однако работы не были завершены ввиду начала Отечественной войны 1812 года.
В 1813 году крепость в продолжение почти года выдерживала осаду русских войск генерала Семёна Радта, после чего гарнизон (3000–4000 поляков) под начальством M. Гауке согласился на капитуляцию.
Дальнейшие улучшения были продолжены правительством Царства Польского: в 1820 году город был выкуплен из ордината Станислава Костка Замойского. Все здания в радиусе 1200 метров от стены были разрушены, а в радиусе 2400 метров была разрешена постройка только деревянных сооружений. Был возведён каземат, а также были вырыты окопы. Здания в городе были реконструированы таким образом, чтобы они могли использоваться в военных целях. Они были лишены украшений в стиле барокко и перестроены в стиле неоклассицизма.

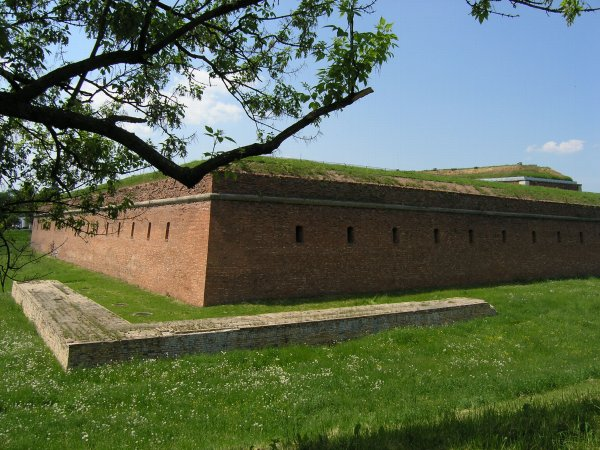
Часть укреплений

В Российской империи Замостье с 1818 года принадлежало к важнейшим крепостям Царства Польского, затем стало уездным городом Люблинской губернии. Подземелья крепости использовались для содержания политических заключенных. Комендант крепости Ю. Хуртиг стал широко известен в Польше своими садистскими методами обращения с ними. Во время польского восстания 1830–1831 гг. Замостье было опорным пунктом для отряда Дверницкого и осталось последней точкой сопротивления.
В 1866 году крепость была упразднена как устаревшая по приказу царя Александра II.

## Ликвидация крепости и современность
После Ноябрьского Восстания крепость пришла в упадок. Император Александр II принял решение о закрытии крепости в 1866 году. В последующие годы основная часть укреплений была разрушена.
В 1992 году Замосць, который является одним из классических памятников городской застройки Ренессанса, был включён в список Всемирного культурного наследия ЮНЕСКО.

## Примечание
1. ↑  Zamosc, a photo from Lubelskie, East. TrekEarth. Дата обращения: 16 мая 2012. Архивировано 22 февраля 2012 года.
2. ↑  Old City of Zamosc Архивировано 31 августа 2006 года.
3. 1 2  Wonders of Zamosc Архивная копия от 13 февраля 2009 на Wayback Machine
4. ↑  The Jewish Community of Zamosc. Дата обращения: 29 мая 2016. Архивировано 17 мая 2008 года.
5. 1 2  AstroFan-Zamojski Portal Astronomiczny. astrofan.republika.pl. Дата обращения: 12 июня 2016. Архивировано из оригинала 24 июня 2016 года.
6. ↑  Zamosc - History. Cf2004.zamosc.pl. Дата обращения: 16 мая 2012. Архивировано из оригинала 26 января 2021 года.
7. ↑  Замостье // Военная энциклопедия : [в 18 т.] / под ред. В. Ф. Новицкого … [и др.]. — СПб. ; [М.] : Тип. т-ва И. Д. Сытина, 1911—1915.
8. ↑  Zamosc - The Pearl of Renaissance - Town and History - Polish Culture. culture.polishsite.us. Дата обращения: 12 июня 2016. Архивировано из оригинала 3 марта 2016 года.